# 松井明知
松井 明知（まつい みち、9月18日 - ）は、日本の女性声優。埼玉県出身。フリー。

## 略歴
2017年4月よりキャトルステラ準所属、同年9月末にキャトルステラを退所し、同年10月21日にBloomZ準所属となった。2019年8月1日付でBloomZを退所し、フリーランスで声優活動を継続。

## 出演

### テレビアニメ
2016年
- 信長の忍び

2017年
- 王室教師ハイネ（アデル・フォン・グランツライヒ）

### 劇場アニメ
- 劇場版 王室教師ハイネ（2019年、アデル・フォン・グランツライヒ）

### ゲーム
2016年
- 少女とドラゴン -幻獣契約クリプトラクト-（クロエ、マキュラ）
- あやかしスリンガーズ（フレア・バートン、アリス・コルベール、ベレッタ・ジュリアーノ）

2017年
- ソラヒメ ACE VIRGIN -銀翼の戦闘姫-（HE 111、P-61、La-7）
- ビーナスイレブンびびっど!（遊井ととり、ジャッキー）
- ガルフト!（西條忍）
- バルディリア戦記（クロエ、ベル、メリッサ、マリベル）

### 朗読劇
- ヴァンパイア・アウトロノーツ旗揚げ公演 朗読劇「妖語りす譚」（2019年4月6日・7日、赤坂チャンスシアター）[要出典]
- 若手声優リーディングライブ「オトメボックス 〜にこめ!〜」（2020年2月21日 - 24日、阿佐ヶ谷アルシェ） - Bキャスト出演[要出典]
- Reading Bitter vol.3語り劇「スペイシックス」（2020年11月28日、ザ☆キッチンNAKANO） - Earth side出演[要出典]
- Reading Bitter vol.4「Mum」（2021年1月9日・10日、jagaimo劇場） - キク(朧月公演) / フリージア(幽月公演) 役[要出典]